# 松戸野田有料道路
松戸野田有料道路（まつどのだゆうりょうどうろ）は、千葉県流山市から同県野田市に至る延長7.1 kmの、かつての有料道路である。完成から30年経過し料金徴収期間満了に伴い、2007年（平成19年）10月1日より無料開放された。
全線において千葉県道5号松戸野田線に指定され、無料開放されるまでは千葉県道路公社が管理していた。道路自体は松戸市内は通らないが、千葉県道5号松戸野田線の一部である事からこのような名称が付いた。

## 概要
千葉県道5号松戸野田線は松戸市内から流山市中心部を経て野田市へと向かう幹線道路である。江戸川を越えて埼玉県三郷市へ向かう流山橋周辺・東武鉄道運河駅前・野田市街地という3つの大渋滞ポイントのうち、とりわけ運河駅前と野田市街地は主要地方道ゆえの大型車の多さにもかかわらず狭い車線や歩道の未整備などの影響もあり、渋滞が慢性化していた。そこで常磐自動車道流山インターチェンジ付近から田を江戸川沿いに拓いてバイパス道路を整備する事となった。
事業費47億円をかけて1977年（昭和52年）10月に道路は完成したものの、有料道路としたために完成後も大型車の殆どは当該道路を使わず、渋滞の解消には殆ど役立たなかった。加えて交差する道路が多くある事から、他の道路との交差のほとんどを信号機付きの平面交差としたために、料金所の迂回路が多数存在し、料金所のある運河大橋を渡らない地元住民の車が料金所を迂回するケースも多く、効果・料金収入は限定的なものとなった。
この道路の野田側終点からは、野田外郭環状線（山崎吉春線）の整備に伴い一本道の快走路が野田市船形の国道16号へと伸びており、また同様に外郭環状線（今上木野崎線）の整備が概ね進行したことにより、茨城県坂東市方面へも野田梅郷住宅を経て芽吹大橋手前まで短時間で至ることができるようになった。無料開放されたことで、松戸・流山市街地 - 国道16号・旧関宿間の通過交通の減少が期待される。

## 通行料金
前述の通り、他の道路との交差を平面交差としたため、料金所のある運河大橋を通らない利用も可能であり、その場合の通行料金は不要であった。
運河大橋を渡る場合の無料化直前の料金は次の通り。
- 軽自動車等：100円
- 普通車：200円
- 大型車（1）：320円
- 大型車（2）：730円
- 軽車両等：20円

## 沿革
- 1972年10月9日：着工
- 1977年10月1日：供用開始
- 2007年10月1日：料金徴収期間満了に伴い無料開放。

## 交差する道路など
- 上側が起点側、下側が終点側。左側が上り側、右側が下り側。

| 交差する道路など                         | 交差する道路など                         | 交差する場所 | 交差する場所 | 車線数 (往復) |
| ---------------------------------------- | ---------------------------------------- | ------------ | ------------ | ------------- |
| 千葉県道5号松戸野田線 結城・野田方面     | 千葉県道5号松戸野田線 松戸・流山市街方面 | 流山市       | 起点         | 4             |
| －                                       | 常磐自動車道←流山有料道路                | 流山市       |              | 4             |
| －                                       | 常磐自動車道←流山有料道路                | 流山市       | 2            |               |
| 本線料金所                               | 本線料金所                               | 流山市       | 料金所       |               |
|                                          | 千葉県道326号川藤野田線                  | 野田市       | 野田市今上   |               |
| －                                       | －                                       | 野田市       | 終点         |               |
| 千葉県道5号松戸野田線 結城・野田市街方面 |                                          |              |              |               |